# Lichoidea
Lichoidea es una superfamilia de trilobites del orden Lichida. Los organismos de esta superfamilia poseían un tórax con 10 u 11 segmentos, suturas opistoparias en el cefalón y tubérculos de dos tamaños como ornamento. El pigidio era grande, normalmente con tres pares de estructuras espinosas y aplastado.